# Aulodesmus levigatus
Aulodesmus levigatus är en mångfotingart som först beskrevs av Carl Graf Attems 1937.  Aulodesmus levigatus ingår i släktet Aulodesmus och familjen Gomphodesmidae. Inga underarter finns listade i Catalogue of Life.